# Дауге, Александр Георгиевич
Александр Георгиевич Дауге (латыш. Aleksandrs Dauge; 10 августа 1868, Саука, Саукенская волость, Фридрихштадтский уезд, Курляндская губерния, Российская империя — 11 марта 1937, Рига, Латвия) — латвийский государственный деятель, педагог, профессор филологии Латвийского университета, редактор, публицист. Министр образования Латвийской Республики (1921—1923). Honoris causa Латвийского университета (1931).

## Биография
Родился в семье народного учителя, одного из пионеров народного образования в Латвии. Брат Павла Дауге (1869—1946), видного деятеля здравоохранения СССР, основоположника советской системы организации стоматологической помощи населению в СССР.
В 1882—1886 годах учился в училище Святой Анны в Санкт-Петербурге, которую окончил с отличием. В 1886—1887 годах — учитель в народном училище отца. В 1887 году экстерном сдавал экзамены в Юрьевскую гимназию, поступил в Императорский Юрьевский университет, где в 1889—1890 годах изучал теологию и историю (1890—1895).
Участвовал в основании латышского студенческого литературно-научного общества «Пипкалония», где подружился с поэтом Эдуардом Вейденбаумом.
Участвовал в деятельности марксистских кружков.
В 1892 году опубликовал свою первую статью о зависимости духовной жизни от экономических законов. Автор ряда марксистских статей, сыгравших историческую роль в пробуждении латышской интеллигенции.
После окончания университета преподавал в гимназии в Дерпте (1895—1897). В 1897 году отправился в Польшу, где в 1897—1900 гг. работал учителем немецкого языка в гимназиях Седльце, а в 1900—1907 гг. — Варшавы. Кроме того, вёл литературные и педагогические курсы для женщин, преподавал немецкий язык и историю в Варшавской высшей коммерческой школе.
В 1905 году отправился в Европу (Дрезден, Мюнхен, Берлин, Вена, Инсбрук), где занимался изучением мировой художественной литературы, истории и педагогики. В дополнение к знанию классических, овладел ещё шестью языками.
В 1907 переехал в Россию, где работал в Московской коммерческой академии (до 1920), выступал с лекциями.
В 1920 году переехал в независимую Латвию. Стал заведующим кафедрой педагогики и педагогики Латвийского университета.
С 19 июня 1921 года по 26 января 1923 года Александр Дауге занимал пост министра образования Латвийской Республики.
С 1927 года работал редактором журнала «Latvijas Jaunatne».
В 1931 году А. Дауге был удостоен почётной докторской степени по педагогике и избран профессором Латвийского университета.
Умер 11 марта 1937 года в Риге, похоронен на Большом кладбище.
Сын — пианист и музыкальный педагог Николай Дауге.

## Избранные публикации
- «Мысли о поэзии» (1910)
- «Искусство и творчество в воспитании: Сборник статей» (1911)
- «Исследование о гефе» (1914)
- «Культура и искусство» (1918—1919)
- «Педагогике Джона Рескина» (1920)
- «Kultūras ceļi» (1921)
- «Mūsu lasāmā grāmata» (1923—1926)
- «Skolas ideja» (1924)
- «Школьная идея и популярные родительские задачи» (1924)
- «Искусство и образование» (1925)
- «Maksla un audzināšana» (1925)
- «Šekspīra rakstu antoloģija» (1925)
- «Audzināšanas ideāls un īstenība» (1928)
- «Manas jaunības zemē» (1928)